# 이온 주입

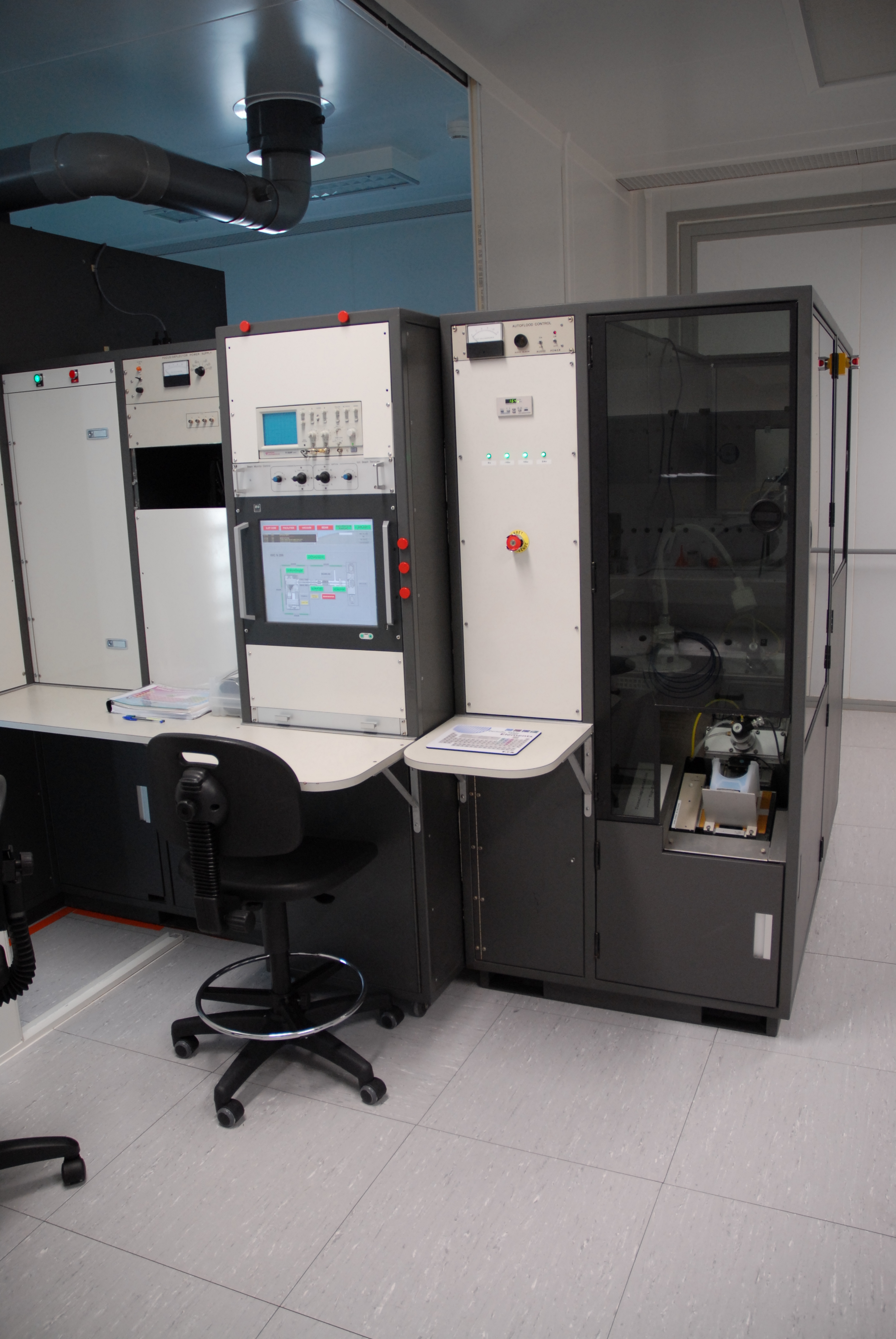
프랑스 툴루즈 LAAS 기술 연구소의 이온 주입 시스템.

이온 주입(ion implantation)은 특정 원소의 이온들을 특정 고체 대상에 주입, 가속화시킴으로써 해당 대상의 물리적, 화학적, 전기적 특성을 변경시키는 저온 가공법이다. 이온 주입은 반도체 장치 제조와 금속 표면 처리, 그리고 재료과학 연구에 사용된다. 이 이온들은 (이온들이 대상 물질과 성분이 다를 경우) 대상 물질의 기초 성분을 변화시킬 수 있다. 또, 이온 주입은 고에너지로 대상 물질에 침투할 때 화학적, 물리적 변화를 유발할 수도 있다. 대상 물질의 결정 구조는 에너지 충돌 캐스케이드에 의해 손상되거나 심지어는 파괴될 수도 있으며 충분히 높은 에너지를 가진 이온(10s의 MeV)들은 핵변환을 일으킬 수 있다.

## 반도체 장치 제조의 응용

### 도핑
붕소, 인, 비소의 반도체 도핑은 이온 주입의 일반적인 응용 형태이다. 반도체에 주입할 때 도핑된 각 워자는 어닐링 이후 반도체에 대전입자를 만들어낼 수 있다. p형 도펀트의 경우 양공이 생성될 수 있으며 n형 도펀트의 경우 전자가 생성될 수 있다. 이로써 주변부에 반도체의 전도성을 수정한다. 이 기법은 이를테면 MOSFET의 스레숄드를 조정하기 위해 사용된다.
이온 주입은 1970년대 말, 1980년대 초 광발전 기기들의 p-n 접합을 만드는 한 방식으로 개발되었으며, 이는 고속 어닐링을 위한 펄스용 전자빔의 이용과 함께한다. 그러나 상업 생산용으로는 오늘날까지 사용되지 않고 있다.

## 기타 응용

### 이온 주입 유도나노입자형성
분산된 금속 나노입자를 함유하는 사파이어 등 유전체 기반 합성 물질들은 광전자 공학과 비선형 광학 분야의 유망한 재료들이다.
|                                   | 주입종 | 기질    | 이온빔 에너지 (keV) | 플루언스 (ions/cm2) | 주입후 열처리                                                | 결과                                                 | 출처   |
| 주입 이온을 함유하는 산화물 생성  | Co     | Al2O3   | 65                  | 5*1017              | 1400 °C에서 어닐링                                           | Al2CoO4 스피넬 형성                                  | [ 4 ]  |
| 주입 이온을 함유하는 산화물 생성  | Co     | α-Al2O3 | 150                 | 2*1017              | 산화 환경에서 1000 °C에서 어닐링                             | Al2CoO4 스피넬 형성                                  | [ 5 ]  |
| 주입 이온을 함유하는 산화물 생성  | Mg     | Al2O3   | 150                 | 5*1016              | ---                                                          | MgAl2O4 혈소판 형성                                  | [ 6 ]  |
| 주입 이온을 함유하는 산화물 생성  | Sn     | α-Al2O3 | 60                  | 1*1017              | 1시간 동안 1000 °C의 O2 기체에서 어닐링                      | 30 nm SnO2 나노입자 형성                             | [ 7 ]  |
| 주입 이온을 함유하는 산화물 생성  | Zn     | α-Al2O3 | 48                  | 1*1017              | 600 °C의 O2 기체에서 어닐링                                  | ZnO 나노입자 형성                                    | [ 8 ]  |
| 주입 이온을 함유하는 산화물 생성  | Zr     | Al2O3   | 65                  | 5*1017              | 1400 °C에서 어닐링                                           | ZrO2 침전물 형성                                     | [ 4 ]  |
| 주입종으로부터 금속 나노입자 생성 | Ag     | α-Al2O3 | 1500, 2000          | 2*1016, 8*1016      | 산화, 환원, Ar, N2 기체에서 600 °C ~ 1100 °C 사이에서 어닐링 | Al2O3 형태의 Ag 나노입자                             | [ 9 ]  |
| 주입종으로부터 금속 나노입자 생성 | Au     | α-Al2O3 | 160                 | 0.6*1017, 1*1016    | 대기에서 800 °C 상태에서 1시간                               | Al2O3 형태의 Au 나노입자                             | [ 3 ]  |
| 주입종으로부터 금속 나노입자 생성 | Au     | α-Al2O3 | 1500, 2000          | 2*1016, 8*1016      | 산화, 환원, Ar, N2 기체에서 600 °C ~ 1100 °C 사이에서 어닐링 | Al2O3 형태의 Au 나노입자                             | [ 9 ]  |
| 주입종으로부터 금속 나노입자 생성 | Co     | α-Al2O3 | 150                 | <5*1016             | 1000 °C에서 어닐링                                           | Al2O3 형태의 Co 나노입자                             | [ 5 ]  |
| 주입종으로부터 금속 나노입자 생성 | Co     | α-Al2O3 | 150                 | 2*1017              | 환원 환경에서 1000 °C에서 어닐링                             | 금속 Co 침전                                         | [ 5 ]  |
| 주입종으로부터 금속 나노입자 생성 | Fe     | α-Al2O3 | 160                 | 1*1016 to 2*1017    | 환원 환경에서 700 °C ~ 1500 °C 사이에서 1시간 동안 어닐링    | Fe 나노복합재료                                      | [ 10 ] |
| 주입종으로부터 금속 나노입자 생성 | Ni     | α-Al2O3 | 64                  | 1*1017              | ---                                                          | 1-5 nm Ni 나노입자                                   | [ 11 ] |
| 주입종으로부터 금속 나노입자 생성 | Si     | α-Al2O3 | 50                  | 2*1016, 8*1016      | 500 °C ~ 1000 °C 사이에서 30분 간 어닐링                     | Al2O3의 Si 나노입자                                  | [ 12 ] |
| 주입종으로부터 금속 나노입자 생성 | Sn     | α-Al2O3 | 60                  | 1*1017              | ---                                                          | 15 nm 정방정계 Sn 나노입자                           | [ 7 ]  |
| 주입종으로부터 금속 나노입자 생성 | Ti     | α-Al2O3 | 100                 | <5*1016             | 1000 °C에서 어닐링                                           | Al2O3의 Ti 나노입자                                  | [ 5 ]  |
| 기질로부터 금속 나노입자 생성     | Ca     | Al2O3   | 150                 | 5*1016              | ---                                                          | Al2O3 및 CaO를 함유하는 비정질 AI 나노입자           | [ 6 ]  |
| 기질로부터 금속 나노입자 생성     | Y      | Al2O3   | 150                 | 5*1016              | ---                                                          | Al2O3 및 Y2O3를 함유하는 10.7± 1.8 nm 비정질 Al 입자 | [ 6 ]  |
| 기질로부터 금속 나노입자 생성     | Y      | Al2O3   | 150                 | 2.5*1016            | ---                                                          | Al2O3 및 Y2O3를 함유하는 9.0± 1.2 nm 비정질 Al 입자  | [ 13 ] |